# Katie Cassidy
Katherine Evelyn Anita Cassidy (Los Angeles, 25 de novembre de 1986), més coneguda com a Katie Cassidy i Katie Cassidy Rodgers després del seu casament, és una actriu de cinema i televisió i cantant estatunidenca. Ha participat en nombroses sèries de televisió, destacant els seus papers en les sèries de la cadena de televisió The CW, Supernatural, Gossip Girl i Melrose Place (2009) i la sèrie de CBS Harper's Island. També compta amb una extensa carrera en pel·lícules de terror com When a Stranger Calls, A Nightmare on Elm Street (2010), Taken i Black Christmas. Entre els seus treballs més recents figuren la comèdia romàntica Monte Carlo, la pel·lícula de terror Wolves at the Door i la sèrie Arrow.

## Biografia
Cassidy va néixer a Los Angeles, a Califòrnia, filla de l'actor David Cassidy i la model Sherry Williams, que es van conèixer a principis de 1970. Els avis paterns de Cassidy van ser els actors Jack Cassidy i Evelyn Ward. Es va criar a Calabasas amb la seva mare i el seu padrastre, el metge Richard Benedon. Té dues germanes grans, Jenna i Jamie. També té un germanastre de nom Beau Cassidy. D'infant, Cassidy va competir en gimnàstica, fins que es va convertir en cheerleader de l'equip California Flyers a l'educació secundària, on es va graduar el 2005.
Mentre estava a l'escola primària, Cassidy es va interessar pel món de l'espectacle, va participar en diverses obres de teatre i ja d'adolescent va estudiar interpretació. Ha fet feina de model, treball que va culminar en una campanya publicitària per Abercrombie & Fitch el 2004. La seva mare no li va permetre actuar professionalment fins a acabar l'educació secundària.
El 2006, va interpretar papers secundaris en pel·lícules com When a Stranger Calls i Click, a més de protagonitzar la nova versió de la pel·lícula de 1974, Black Christmas. El 2009, va aparèixer en el videoclip de la cançó de Jesse McCartney, «She's No You».
Cassidy també es va unir a l'elenc del remake de la pel·lícula de terror A Nightmare on Elm Street, en la qual va interpretar a Kris Fowles, amiga de la protagonista, Nancy Holbrook (Rooney Mara) i víctima de Freddy Krueger. El rodatge va començar a Chicago i va ser estrenada el 30 d'abril de 2010. Cassidy va estar nominada per als Teen Choice Awards en la categoria d'Actriu de terror/thriller per la seva interpretació però va perdre contra Megan Fox. El 2011, Cassidy va protagonitzar, al costat de Selena Gómez i Leighton Meester, la comèdia romàntica Monte Carlo que va ser rodada a Mònaco, Budapest i París.
És ambaixadora de Help Seve Children in Malawi. Cassidy havia mantingut una relació sentimental amb el cantant Jesse McCartney. Després va mantenir una relació amb el jugador de Los Angeles Kings, Jarret Stoll, que va ser confirmada el gener de 2010. El 2016, va començar a sortir amb Matthew Rodgers, amb qui es va comprometre el 5 de juny de 2017. Cassidy i Rodgers es van casar el 8 de desembre de 2018. El 8 de gener de 2020 Cassidy va sol·licitar el divorci a Los Angeles.

## Filmografia

### Pel·lícules
| Any  | Títol                     | Personatge            |
| ---- | ------------------------- | --------------------- |
| 2006 | When a Stranger Calls     | Tiffany Madison       |
| 2006 | The Lost                  | Dee Dee               |
| 2006 | Click                     | Samantha Newman       |
| 2006 | Black Christmas           | Kelli Presley         |
| 2007 | Spin                      | Apple                 |
| 2007 | Live!                     | Jewel                 |
| 2007 | Walk the talk             | Jessie                |
| 2008 | Taken                     | Amanda                |
| 2010 | A Nightmare on Elm Street | Kris Fowles           |
| 2010 | Fencewalker               | Karen                 |
| 2011 | Monte Carlo               | Emma Danielle Perkins |
| 2011 | Georgetown                | Nikki Belmington      |
| 2013 | Kill For Me               | Amanda                |
| 2014 | The Scribbler             | Suki                  |
| 2015 | Superhero Fight Club      | Black Canary          |
| 2016 | The Wolves at the Door    | Sharon                |
| 2017 | Grace                     | Dawn Walsh            |
| 2017 | Vixen: The Movie          | Black Canary          |
| 2018 | Cover Versions            | Jackie                |

### Sèries de televisió
| Any       | Títol                        | Personatge                                | Notes                                                                                          |
| --------- | ---------------------------- | ----------------------------------------- | ---------------------------------------------------------------------------------------------- |
| 2003      | The Division                 | Jove DC                                   | 1 episodi                                                                                      |
| 2005      | Listen Up!                   | Rebecca                                   | 1 episodi                                                                                      |
| 2005      | 7th Heaven                   | Zoe                                       | 4 episodis                                                                                     |
| 2005      | Sex, Love &amp; Secrets      | Gabrielle                                 | 1 episodi                                                                                      |
| 2007-2008 | Supernatural                 | Ruby                                      | 6 episodis                                                                                     |
| 2009      | Harper's Island              | Trish Wellington                          | 13 episodis                                                                                    |
| 2009-2010 | Melrose Place                | ella Simms                                | 18 episodis                                                                                    |
| 2010-2012 | Gossip Girl                  | Juliet Sharp                              | 14 episodis                                                                                    |
| 2011      | New Girl                     | Brooke                                    | 1 episodi                                                                                      |
| 2012-2020 | Arrow                        | Laurel Lance / Black Canary / Black Siren | Protagonista (Temporades 1-4, 6-8 ; 122 episodis) Convidada especial (Temporada 5; 6 episodis) |
| 2015-2018 | The Flash                    | Laurel Lance / Black Canary / Black Siren | 3 episodis                                                                                     |
| 2016-2017 | DC's Legends of Tomorrow     | Laurel Lance / Black Canary               | 2 episodis                                                                                     |
| 2016      | Vixen                        | Laurel Lance / Black Canary               | Veu, 3 episodis                                                                                |
| TBA       | Green Arrow and the Canaries | Laurel Lance / Black Canary               | Elenc principal                                                                                |